# Törpe-fecskeseregély
A törpe-fecskeseregély (Artamus minor) a madarak (Aves) osztályának verébalakúak (Passeriformes) rendjéhez, ezen belül a fecskeseregély-félék (Artamidae) családjához tartozó faj.

## Előfordulása
Ausztrália területén honos.

## Alfajai
- Artamus minor derbyi
- Artamus minor minor